# Испиреску, Петре
Петре Испиреску (Пётр Испиреску, рум. Petre Ispirescu; январь 1830 года — 21 ноября 1887 года) — румынский писатель и собиратель народных сказок.
Главная заслуга его в том, что он самым тщательным образом собирал сказки прямо из «первоисточника» — «уст народа», поэтому его «Basmele din Muntenia» («Мунтянские сказки») отличаются чистотой языка и вполне естественной простотой и наивностью. Кроме того, он известен как талантливый и правдивый беллетрист. Ему принадлежат также «Din povestile unchiasulni sfatos» («Из рассказов велемудрого дядюшки»), «О colectie de proverbe» («Собрание пословиц») и др.
Похоронен в Бухаресте на кладбище Беллу.